# 王斌 (物理学家)
王斌，扬州大学物理科学与技术学院教授，主要从事引力波、天体物理及宇宙学的研究。王斌还担任中国引力和相对论天体物理学会副理事长、科技部空间引力波专家委员会成员、亚太宇宙学与天体粒子物理协会主席，曾入选中国教育部长江学者特聘教授，获得过中国国家杰出青年基金。

## 生平
王斌获得过复旦大学理学博士学位。先后在复旦大学物理系、上海交通大学物理系担任教授，2017年加盟扬州大学物理科学与技术学院。